# Fugidinha
Fugidinha este un cântec înregistrat de către cântărețul brazilian Michel Teló, extras de pe albumul Michel Teló - Ao Vivo.Timp de 5 luni, a fost în top 5 al clasamentului  Billboard Brazilia.

## Topuri
| Top                                                         | Cea mai bună poziție |
| ----------------------------------------------------------- | -------------------- |
| Brazilia Billboard Brasil Hot 100 Airplay                   | 2                    |
| Brazilia Billboard Brasil Hot Popular Songs                 | 1                    |
| Brazilia Billboard Brasil Regional Curitiba Hot Songs       | 1                    |
| Brazilia Billboard Brasil Regional Porto Alegre Hot Songs   | 1                    |
| Brazilia Billboard Brasil Regional Ribeirão Preto Hot Songs | 2                    |
| Brazilia Billboard Brasil Regional Campinas Hot Songs       | 3                    |
| Brazilia Billboard Brasil Regional Belo Horizonte Hot Songs | 4                    |
| Brazilia Billboard Brasil Regional São Paulo Hot Songs      | 10                   |
| Portugalia - Top 30 Ring Tones                              | 10                   |